# Egidijus Kavaliauskas
Egidijus Kavaliauskas (Kaunas, URSS, 29 de junio de 1988) es un deportista lituano que compitió en boxeo. Ganó una medalla de bronce en el Campeonato Mundial de Boxeo Aficionado de 2011, en el peso wélter.
En marzo de 2013 disputó su primera pelea como profesional. En su carrera profesional tuvo en total 25 combates, con un registro de 22 victorias, 2 derrotas y un empate.

## Palmarés internacional
| Campeonato Mundial | Campeonato Mundial | Campeonato Mundial | Campeonato Mundial |
| Año                | Lugar              | Medalla            | Categoría          |
| ------------------ | ------------------ | ------------------ | ------------------ |
| 2011               | Bakú (Azerbaiyán)  | Medalla de bronce  | 69 kg              |